# Kristy (film)
Pour la ville slovaque, voir Kristy.
Pour plus de détails, voir Fiche technique et Distribution.
Kristy est un film américain réalisé par Olly Blackburn, sorti en 2014.

## Synopsis
Une jeune femme reste seule dans son université pendant les vacances de Thanksgiving et est prise à partie par un groupe d'individus contre lesquels elle doit se défendre.

## Fiche technique
- Titre : Kristy
- Réalisation : Olly Blackburn
- Scénario : Anthony Jaswinski
- Musique : François-Eudes Chanfrault
- Photographie : Crille Forsberg
- Montage : Jeff Betancourt
- Production : Lynette Howell Taylor, David Kirschner, Jamie Patricof et Corey Sienega
- Société de production : David Kirschner Productions, La Sienega Productions et Electric City Entertainment
- Pays :  États-Unis
- Genre : Horreur et thriller
- Durée : 86 minutes
- Dates de sortie : 
  -  Allemagne : 7 août 2014
  - Netflix : 5 novembre 2015

## Distribution
- Haley Bennett : Justine
- Ashley Greene : Violet
- Lucas Till : Aaron
- Chris Coy : la capuche bleue
- Mike Seal : la capuche noire
- Lucius Falick : la capuche frise
- Erica Ash : Nicole
- James Ransone : Scott
- Mathew St. Patrick : Wayne
- Al Vicente : Dave

## Distinctions
Le film a été présenté dans le cadre du festival du film de Londres en 2014